# كعكة الكساد
كعكة الكساد (بالإنجليزية: Depression cake) هي نوع من الكعك كان يُحضَّر عادة خلال فترة الكساد الكبير.

## طريقة التحضير
تتضمن مكوناتها القليل من الحليب أو السكر أو الزبدة أو البيض، وذلك لأن هذه المكونات كانت إما باهظة الثمن أو يصعب الحصول عليها في ذلك الوقت. تُعرف كعكات مشابهة باسم كعكة الحرب، لأنها كانت تتجنب استخدام المكونات النادرة أو التي كانت تُحفظ لاستخدام الجنود. من الكعكات الشائعة في تلك الفترة أيضًا هي كعكة الزبيب، أو كعكة الرجل الفقير. في كعكة الزبيب يُغلي الزبيب مع السكر والتوابل لصنع قاعدة من الشراب في بداية الوصفة. وكان بعض الخبازين يضيفون الزبدة أحيانًا. وتعود أنواع كعك الزبيب إلى فترة ماقبل الحرب الأهلية الأمريكية.

## تاريخ
أُشار إلى كعكة الكساد باسم كعكة الحرب في نصوص تعود إلى الحرب العالمية الأولى. ففي كتيب وزعته إدارة الغذاء الأمريكية عام 1918 بعنوان اقتصاد الحرب في الغذاء، وضِعت كعكة الحرب تحت قسم وصفات الحلويات المحافظة. وقد شددت إدارة الغذاء الأمريكية على أهمية تقليل استهلاك السكر خلال فترة الحرب، واقترحت استخدام دبس السكر، شراب الذرة، والزبيب بدلاً منه.
عندما ضرب الكساد الكبير الولايات المتحدة عقب انهيار سوق الأسهم عام 1929، اضطرت العائلات إلى الأقتصاد في ميزانياتها والتدبير باستخدام مكونات بسيطة ورخيصة في الطهي. كانت بعض النساء يطعمن أسرهن بمبلغ لا يتجاوز 5 دولارات أسبوعيًا. أصبح إعداد الحلويات رفاهية لمعظم الناس، وكانت كعكة الكساد بديلاً أكثر اقتصادية مقارنة بالكعكات التي تستخدم الحليب والبيض والزبدة. وقد تحقق التوفير من خلال استبدال المكونات؛ فعلى سبيل المثال، استُبدلت الزبدة بالسمن النباتي، والحليب بالماء، والبيض بخميرة الخباز. وتُعد كعكة الكساد مجرد مثال واحد من بين أمثلة عديدة لاستبدال المكونات خلال فترة الكساد الكبير، حيث استغلت بعض النساء هذا النهج لصنع أطعمة موفرة مثل فطيرة التفاح المزيفة.
لعبت البرامج الإذاعية والمجلات النسائية دورًا كبيرًا في نشر وصفة كعكة الكساد خلال تلك الفترة. كان برنامج ساعة الطهي مع "بيتي كروكر" أحد هذه البرامج التي قدمت وصفات ملائمة للميزانية. كانت شركة "جنرال ميلز"، المالكة لبيتي كروكر، توظف أخصائيي تغذية وطهاة لتجربة طرق مختلفة للتوفير في صناعة الكعك، مثل حذف بعض المكونات. كما كانت جريدة منزل السيدات التي يرأسها لورينغ شولر تنشر نصائح للخبز أثناء الكساد الكبير، موصية باستبدال البيض بخميرة الخباز واستخدام الحبوب الرخيصة والمنتجات المحلية.
نُشرت وصفة بعنوان كعكة الحرب في كتاب كيف تطبخ ذئبًا للكاتبة" ماري فرانسيس كينيدي فيشر"، وأعيد نشرها في كتابها فن الأكل؛ حيث استخدمت دهن لحم الخنزير المقدد على أساس أن التوابل ستغطي نكهته.
وقد أستُشهد بكعكة الكساد عمليًا واعتُبرت أكثر كعكة نفعًا صنعت على الإطلاق، واستمر خبزها في أمريكا حتى أواخر القرن العشرين. وقد ظهرت وصفة هذه الكعكة في العديد من المنشورات مثل تلغراف هيرالد، وبيتسبرغ برس، وذا مودستو بي.